# Fahrviereck
Das Fahrviereck bezeichnet einen genormten Platz für Prüfungen im Dressurfahren. Es gibt 2 erlaubte Abmessungen: 40x80m und 40x100m
```
     A          Bahnmarkierungen des Fahrvierecks 40x80m und 40x100m
 ----------
F|   D    |K 
 |        |
P|°      °|V
 |        |
B|   X    |E
 |        |
R|        |S
 |°      °|
M|   G    |H    [Die kleinen ° sind sog. 
Zirkelpunkte
]
 ----------
     C
```

## Beleg
- Richtlinien für Reiten und Fahren, Band 5: Fahren. 12. Auflage. FN-Verlag der Deutschen Reiterlichen Vereinigung, Warendorf 2017, ISBN 978-3-88542-725-4.